# テンニング包囲戦
テンニング包囲戦（テンニングほういせん、英語: Siege of Tönning）は、大北方戦争中に2度起きた、シュレースヴィヒ公国のテンニング要塞の包囲。1度目は1700年におき、デンマーク＝ノルウェーは包囲を解かざるを得なかったが、反スウェーデン同盟による2度目の包囲（1713年から1714年）は成功した。

## 第一次包囲
第一次テンニング包囲戦は大北方戦争の最初期の戦闘である。デンマーク＝ノルウェー、ザクセン＝ポーランド＝リトアニアの同君連合、ロシア・ツァーリ国は各自でスウェーデン帝国に侵攻することで合意し、スウェーデンに三正面作戦を強いることにした。合意に従い、デンマーク軍はスウェーデンの同盟国で家系的にもスウェーデンに近いシュレースヴィヒ＝ホルシュタインに進軍、1700年3月にテンニングを包囲した。しかし、スウェーデン王カール12世は英蘭艦隊の援助を得て奇襲を仕掛け、軍を率いてコペンハーゲンの前に現れたことで、デンマーク王フレデリク4世は1700年8月17日にトラヴェンタール条約を締結、戦争から脱落した。デンマークはスウェーデン軍が1709年のポルタヴァの戦いで敗れてからようやく再参戦した。

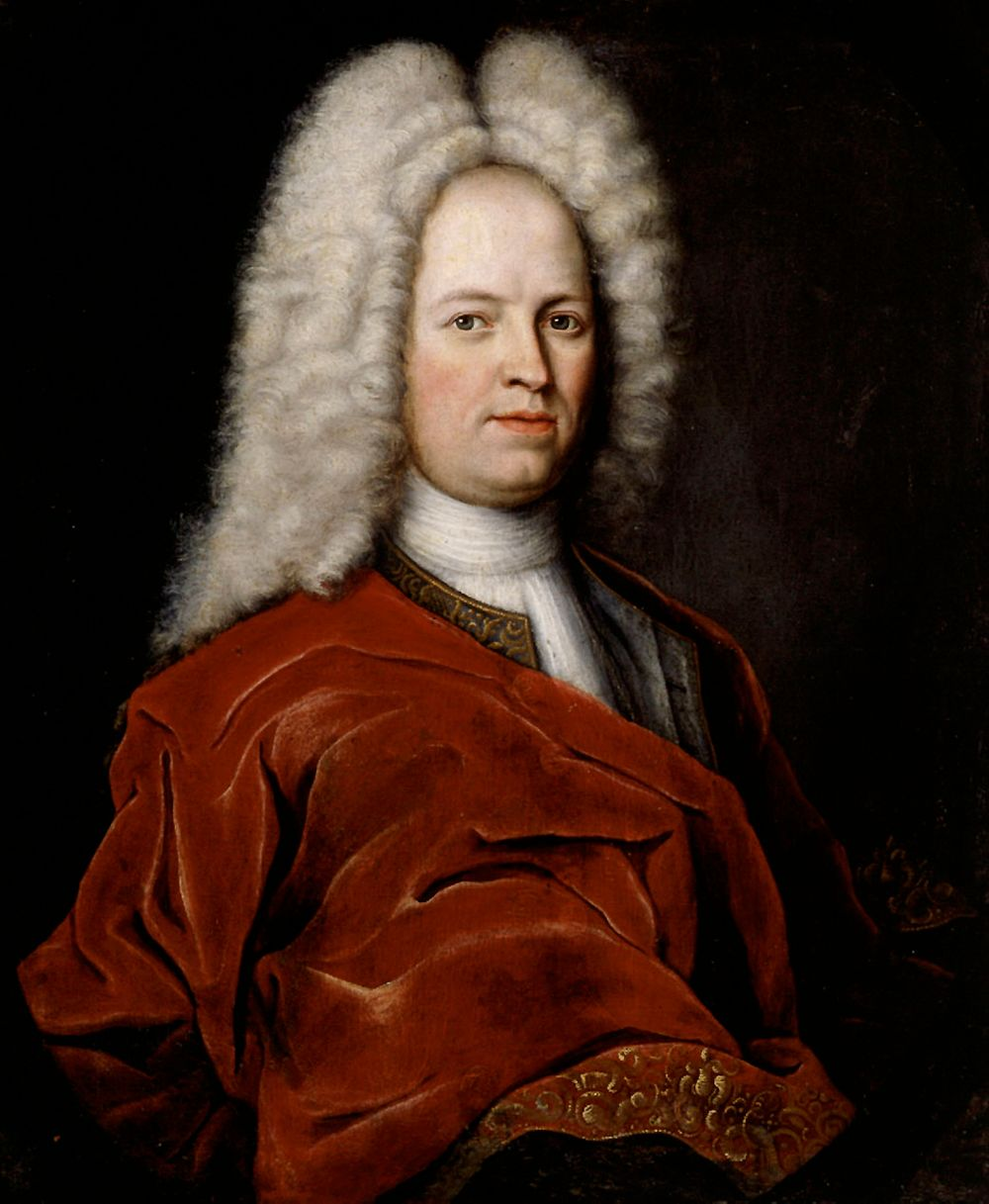
ゲオルク・ハインリヒ・フォン・ゲルツ

## 第二次包囲
1713年初、スウェーデンとホルシュタイン＝ゴットルプ家の軍勢はロシア、ザクセン、ポーランドの連合軍によって、テンニング近くの孤立地帯で包囲された。このスウェーデン軍はストラルスンドの孤立地帯から脱出したマグヌス・ステンボックの残部1万6千人であり、ステンボックはストラルスンドから脱出した後、ガーデブッシュの戦いでデンマーク軍に勝利して、それをホルシュタインまで追撃した。デンマークの同盟国であるロシア、ザクセン、ポーランドは軍勢3万6千を派遣してステンボックを追った。
1713年2月、幼いシュレースヴィヒ＝ホルシュタイン＝ゴットルプ公カール・フリードリヒは中立を破ってステンボックを庇護、テンニング要塞へ援軍を派遣した。これは1700年の包囲の再現（英蘭艦隊の援助と、デンマークの脱落）を期待してのことだったが、英蘭両国は動かず、9千人まで減ったステンボックの軍勢は補給が不足した。そして、いよいよ食料も足りなくなり、病人が2,800人まで増えると、ステンボックは1713年5月16日に降伏した。
テンニング要塞のホルシュタイン駐留軍1,600人は包囲に耐え、1714年2月7日にようやく降伏した。デンマーク軍は1713年3月13日に発された王令に従い、ホルシュタイン＝ゴットルプの完全支配を目指し、1715年に最後まで抵抗したホルシュタイン軍を捕虜にしたことで成功した。テンニングが降伏した後、その防御工事と宮殿は破壊され、1735年まで再建されなかった。
カール・フリードリヒがステンボックの保護、およびその降伏の決定を下したことは、彼の宮廷にいる外交官のゲオルク・ハインリヒ・フォン・ゲルツ男爵によるところが大きかった。アレクサンドル・メーンシコフは本国のピョートル1世から、最も多くの兵士を提供したので最も広大な領土を確保すべき、とする命令を受けたが、結局領土の分割は等分とされた。この命令の不服従により、メーンシコフはゲルツからの賄賂を受けている、という噂が流れた。